# Mario Capelli (calciatore)
Mario Capelli (Novi Ligure, 11 aprile 1929) è un ex calciatore italiano, di ruolo attaccante.

## Carriera
Nella stagione 1949-1950 ha giocato 13 partite nel campionato di Serie A con il Venezia, mettendo a segno 2 gol. Esordì il 6 novembre 1949 nella partita Venezia-Bari (2-1). Con i lagunari ha anche partecipato a tre campionati di Serie B ed uno di Serie C, disputando in tutto 81 gare e realizzando 22 reti.
Nel 1953-1954 ha giocato sette gare col Brescia in Serie B, realizzando una rete nel giorno del suo esordio con le rondinelle, il 14 febbraio 1954 nella vittoriosa trasferta a Lodi contro il Fanfulla (1-2), e l'anno successivo è passato proprio al Fanfulla appena retrocesso in Serie C.